# 悼妃
悼妃（とうひ、? - 1658年5月30日）は、清の順治帝の側室。モンゴル・ホルチン部の出身。姓はボルジギト（博爾済吉特）氏（Borjigit hala）。孝荘皇太后の姪で、順治帝の母方の従姉妹にあたる。静妃ボルジギト氏（廃皇后）の父方の従姉妹でもある。

## 経歴
幼いうちに将来の妃嬪として後宮に入った。順治15年3月5日（1658年5月30日）、亡くなった。「悼」と諡されて、黄花山の悼妃陵に葬された。康熙57年（1718年）、孝東陵（hiyoošungga dergi ergi munggan、孝恵章皇后の陵墓）に附葬された。

## 伝記資料
- 『端敬皇后行状』
- 『清史稿』
- 『欽定大清会典則例』